# Antonio Madera
Antonio Madera ist ein ehemaliger kubanischer Radrennfahrer.

## Sportliche Laufbahn
Madera war im Straßenradsport und im Bahnradsport aktiv. Er hatte seinen größten internationalen Erfolg bei den Zentralamerika- und Karibikspielen. 1974 war er mit dem Vierer Kubas mit Raúl Marcelo Vázquez, Héctor Marcos und Juan Rivera in der Mannschaftsverfolgung in Santo Domingo erfolgreich. Im 1000-Meter-Zeitfahren gewann er die Silbermedaille hinter Rudolph Miranda. 1978 konnte er den Sieg bei den Zentralamerika- und Karibikspielen in der Mannschaftsverfolgung wiederholen. Mit ihm gewannen Gustavo Vázquez, Héctor Marcos und Juan Rivera den Wettbewerb. Bei den Panamerikanischen Spielen 1979 gewann er Silber in der Mannschaftsverfolgung.
Auf der Straße bestritt Madera mehrfach die Kuba-Rundfahrt. 1971 gewann er zwei Etappen der Rundfahrt. 1974 gewann er die Punktewertung. 1975 siegte er im Prolog und auf zwei Etappen der Mexiko-Rundfahrt. 1976 und 1977 holte er dort erneut einen Etappensieg.